# 商業票據
商業票據（Commercial Paper）是一種無擔保，由公司發行的短期債務金融工具。通常用於資助應收帳款、存貨和滿足短期債務。商業票據期限的很少長於364天。債務通常折價發行，以反映了當前市場利率。

## 常见商业票据
- 汇票
- 本票
- 支票

## 外部連結
- 美國聯邦儲備系統對商業票據的解釋（页面存档备份，存于）
- 商業票據 - 百科全書的解釋